# Dirphia rothschildi
Dirphia rothschildi är en fjärilsart som beskrevs av Paul Dognin 1916. Dirphia rothschildi ingår i släktet Dirphia och familjen påfågelsspinnare. Inga underarter finns listade i Catalogue of Life.